# Franklinville (Karolina Północna)
Franklinville – miasto w Stanach Zjednoczonych, w stanie Karolina Północna, w hrabstwie Randolph.